# Tameem Al-Abdullah
Tameem Al-Abdullah (Doha, 5 de octubre de 2002) es un futbolista catarí que juega en la demarcación de delantero para el Al-Rayyan SC de la Liga de fútbol de Catar.

## Selección nacional
Tras jugar en las categorías inferiores, finalmente hizo su debut con la selección de fútbol de Catar el 7 de enero de 2023 en un encuentro de la Copa de Naciones del Golfo de 2023 contra Kuwait que finalizó con un resultado de 0-2 a favor del combinado catarí tras los goles de Amro Surag y Ahmed Alaaeldin.

## Clubes
| Club         | País  | Año   | Partidos | Goles |
| ------------ | ----- | ----- | -------- | ----- |
| Al-Rayyan SC | Catar | 2020- | 51       | 3     |